# الصبريات
قرية الصبريات هي إحدى القرى التابعة لمركز دشنا في محافظة قنا في جمهورية مصر العربية. حسب إحصاءات سنة 2006، بلغ إجمالي السكان في الصبريات 8437 نسمة، منهم 4235 رجل و4202 امرأة.